# John Horgan
John Horgan (n. 26 octombrie 1940) este un profesor de jurnalist și om politic irlandez, membru al Parlamentului European în perioada 1981-1983 din partea Irlandei. 
1. 1 2 3   https://www.oireachtas.ie/en/members/member/John-Horgan.S.1969-11-05 Lipsește sau este vid: |title= (ajutor)